# Juelsminde (plaats)
Juelsminde is een plaats in de Deense regio Midden-Jutland, gemeente Hedensted, en telt 3866 inwoners (2008).

## Voormalige gemeente
Juelsminde was tot 2007 een gemeente in Denemarken. De gemeente lag in de voormalige provincie Vejle. De oppervlakte bedroeg 239,66 km².
De gemeente telde 15.555 inwoners waarvan 7848 mannen en 7707 vrouwen (cijfers 2005). Juelsminde werd in 2007 toegevoegd aan de vergrote gemeente Hedensted.